# اولماناس
اولماناس (به سوئدی: Ölmanäs) یک منطقهٔ مسکونی در سوئد است که در بخش کونگسباکا واقع شده‌است. اولماناس ۰٫۹۴ کیلومتر مربع مساحت و ۸۸۶ نفر جمعیت دارد.